# R466

Wegnummerbodje van de R466

De R466 is een Ierse regionale weg in County Clare, County Limerick en County Tipperary. Het vormt de verbindingsroute tussen Birdhill in County Tipperary en Cloghaun, een townland nabij Tulla in County Clare waar de weg aansluit op de R352.

## Trajectbeschrijving
Volgens de Roads Act 1993 (Classification of Regional Roads) Order 2012 is de route als volgt:
 Between its junction with R352 at Cloghaun and its junction with R465 at OSheas Acres via OCallaghans Mills and Rosneillan all in the county of Clare and between its junction with R465 at Hurdleston in the county of Clare and its junction with R445 at Birdhill in the county of North Tipperary via Cloonyconry and Bridgetown in the county of Clare: OBriens Bridge at the boundary between the county of Clare and the county of Limerick: Montpelier in the county of Limerick: and Cranduff Bridge at the boundary between the county of Limerick and the county of North Tipperary.
In grote lijnen loopt de weg van Tulla via O'Callaghans Mills, Broadford, Bridgetown naar O'Briensbridge. Daar kruist de weg de Shannon en verlaat County Clare. In County Limerick passeert de weg Montpelier en loopt vervolgens door County Tipperary naar Birdhill.